# 2M1510
2MASS J15104761–2818234
2M1510 (désignation complète : 2MASS J15104761–2818234) est un système triple ou peut-être quadruple de naines brunes liées par la gravité, situé dans la constellation de la Balance à 120 années-lumière de la Terre.
Le système est composé de la binaire à éclipses 2M1510AB et de son compagnon 2M1510C,. 2M1510AB s'est révélée être une binaire à éclipses grâce aux premières images des télescopes de l'observatoire SPECULOOS. Il s'agit de la deuxième naine brune binaire à éclipses découverte, après 2M0535-05 (en). L'observation de ce système a confirmé les modèles théoriques de refroidissement des naines brunes.

## Nomenclature
Différentes équipes ont donné des noms différents aux naines brunes de ce système. Triaud et al. ont utilisé des minuscules pour décrire la binaire à éclipses, une pratique courante. Cependant, la nomenclature des planètes emploie également des minuscules. Pour éviter toute confusion, dans cet article on utilise des majuscules pour les étoiles, comme Baycroft et al..

## Âge
Le système fait partie de l'amas ouvert IC 2391 et donc de l'association stellaire Argus, dont l'âge est estimé à 45 ± 5 millions d'années. Par ailleurs l'étoile double 2M1510AB présente des raies d'émission Hα et les naines brunes présentent une faible gravité de surface, deux indicateurs de jeunesse.

## Le système stellaire

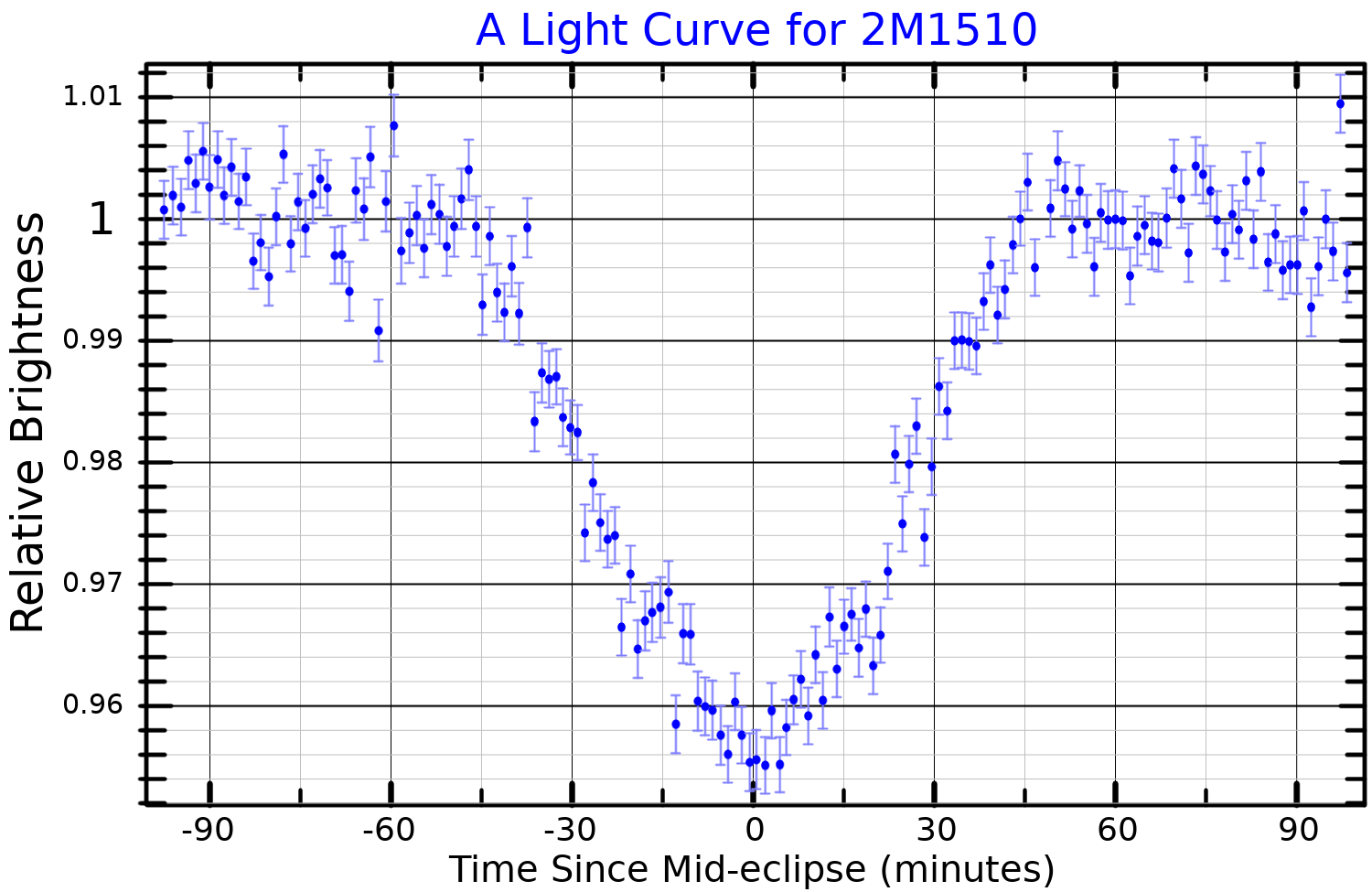
Courbe de lumière de 2M1510.

2M1510AB et 2M1510C sont séparées de 250 unités astronomiques (ua), une résolution obtenue par le relevé astronomique 2MASS. Les composantes de 2M1510AB sont appelées 2M1510A et 2M1510B.
2M1510AB est une binaire à éclipses, et aussi une binaire spectroscopique à raies doubles selon les observations complémentaires de Keck II. Ces observations complémentaires et celles du télescope UT2 du VLT montrent que 2M1510A et 2M1510B ont des masses très similaires, environ 40 masses joviennes (MJ) et 39 MJ. La paire orbite l'une autour de l'autre en 20,9 jours.
2M1510AB présente une fonction d'étalement allongée dans le spectre infrarouge obtenu par l'instrument SINFONI du VLT. Calissendorff et al. en déduisent l'existence d'un compagnon, 2M1510D, une naine brune de masse 17,68+4,20
 −2,10 MJ, séparée d'environ 4,4 ua de 2M1510AB et orbitant autour de la binaire en 30 ans.

## La planète

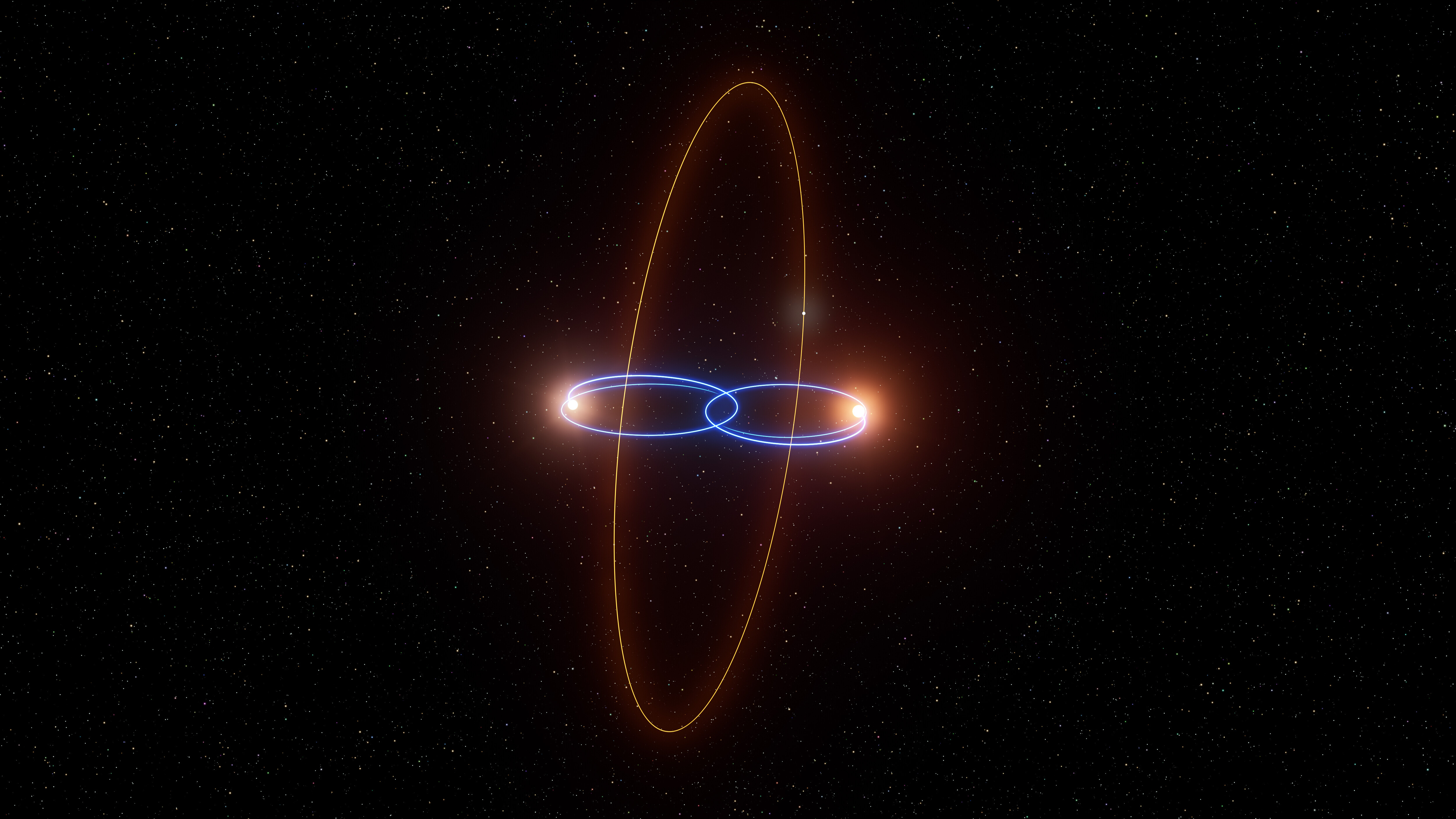
Orbite de la planète 2M1510b (orbite orange) autour de la paire de naines brunes 2M1510AB (orbites bleues).

En avril 2025, l'instrument UVES du VLT apporte des preuves solides de l'existence d'une planète circumbinaire, en orbite polaire autour de la paire de naines brunes 2M1510AB, le premier cas de ce type jamais découvert. Cette planète est appelée 2M1510(AB)b ou simplement 2M1510b. Sa découverte découle des mesures de vitesse radiale montrant une précession absidale rétrograde de la paire de naines brunes, inexpliquée par le compagnon externe. La période orbitale et la masse de la planète ne peuvent pas encore être déterminées séparément : la planète a une période orbitale d'environ 100 jours (j) si sa masse est d'environ 10 masses terrestres (MT), mais d'environ 400 j si elle est d'environ 100 MT,,.